# Ksar Igharghar

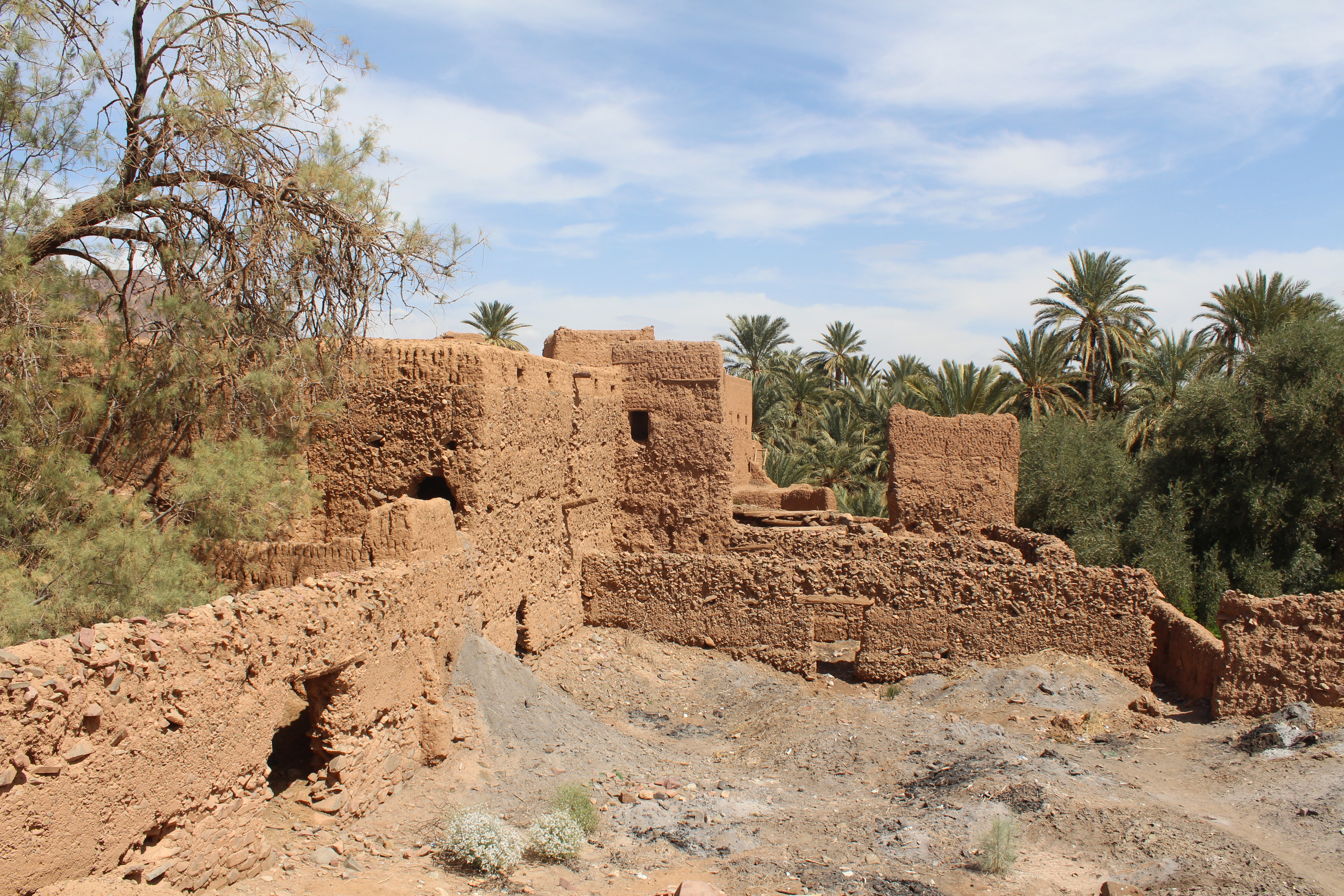
Ksar Igharghar mit Palmenoase

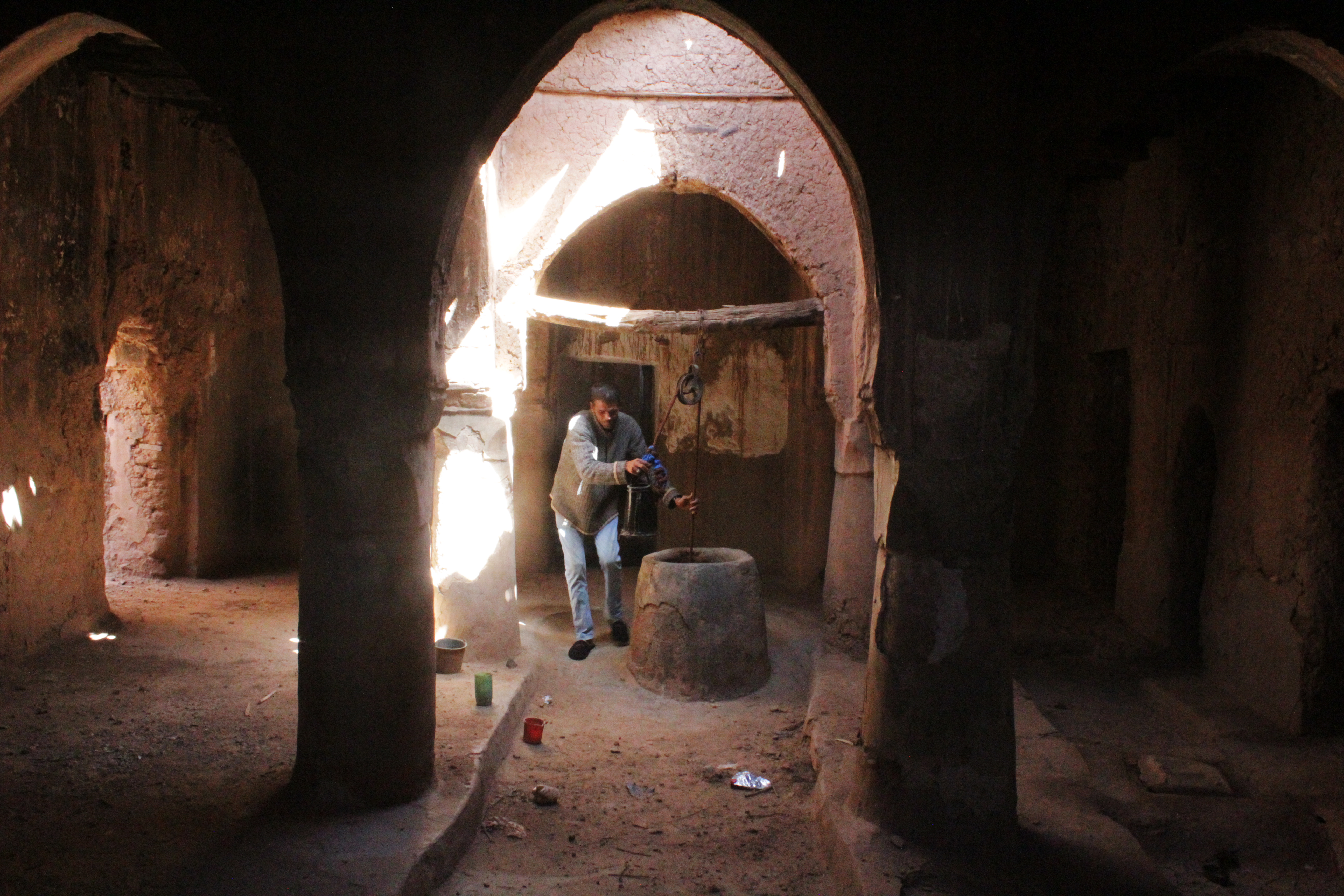
Moschee mit Brunnen

Der aus zwei benachbarten Teilen bestehende Berberort Ksar Igharghar (arabisch قصر إغرغر, DMG Qaṣr Iġarġar) ist ein teilweise verlassener mauerumgebener ksar im Draa-Tal in der Region Drâa-Tafilalet im Südosten Marokkos; daneben entstand ein neuer Ortsteil mit Häusern aus Hohlblocksteinen und Beton.

## Lage
Der Ort Ksar Igharghar gehört zum Antiatlas-Gebirge und liegt nahe der N 9 etwa 20 km (Fahrtstrecke) östlich der Kleinstadt Agdz auf dem Gebiet der Gemeinde Afra in einer Höhe von ca. 850 m.

## Geschichte
Aufgrund der schriftlosen Kultur der Berber fehlen Angaben zum Alter des Ortes und seiner Geschichte. Die heute sichtbaren Gebäudereste des alten Ortsteils sind zumeist aus Stampflehm (seltener aus Lehmziegeln) gebaut und dürften – trotz älterer Strukturen – im Wesentlichen aus der ersten Hälfte des 20. Jahrhunderts stammen.

## Oase
Lebensgrundlage der Bevölkerung war die angrenzende Dattelpalmenoase, die durch Grundwasser des die meiste Zeit des Jahres trockenfallenden Oued Draa gespeist wurde. Zwischen den schattenspendenden Palmen gab es auch kleinere Felder für Getreide und Gemüse.

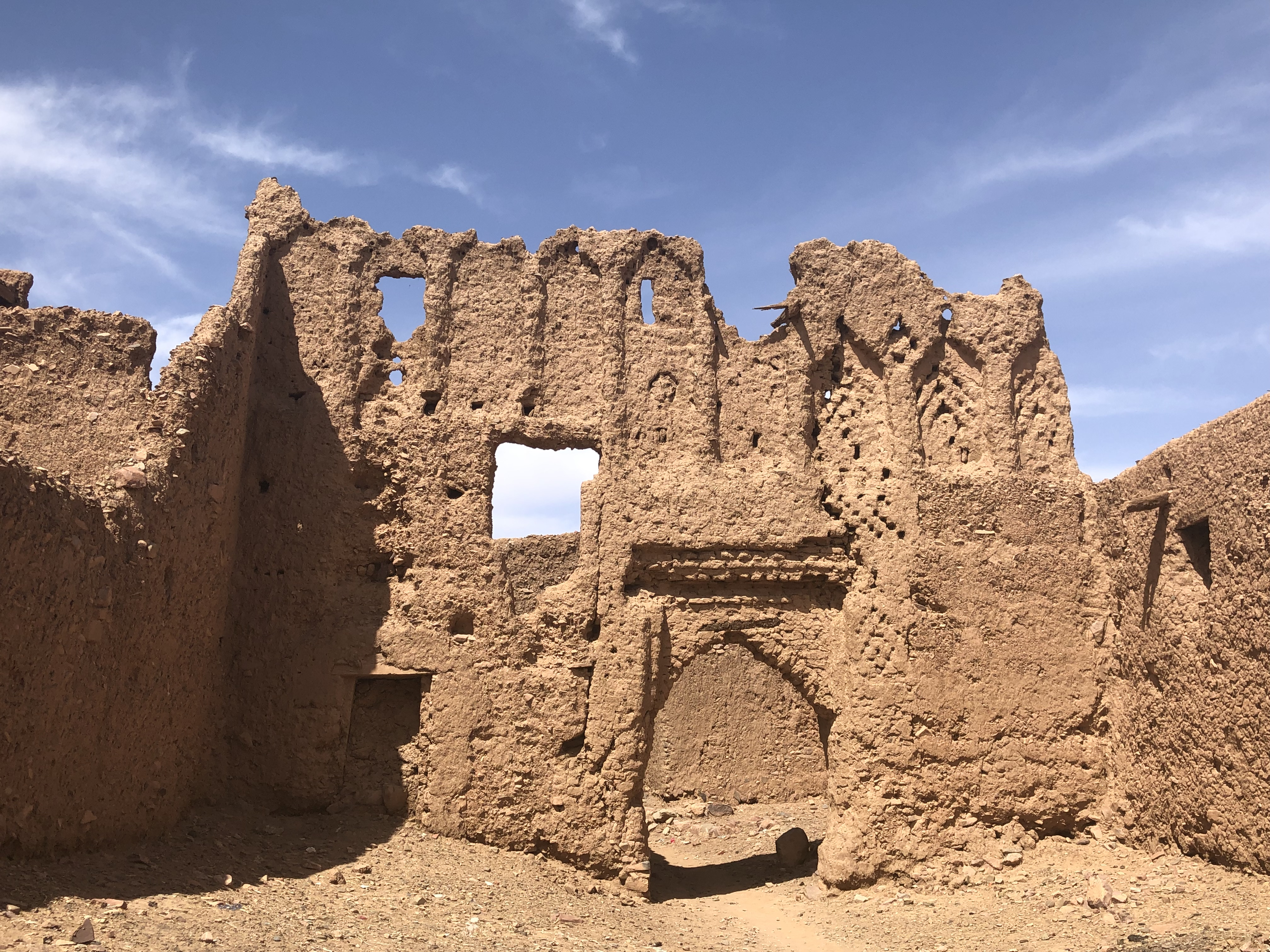
Repräsentatives Portal
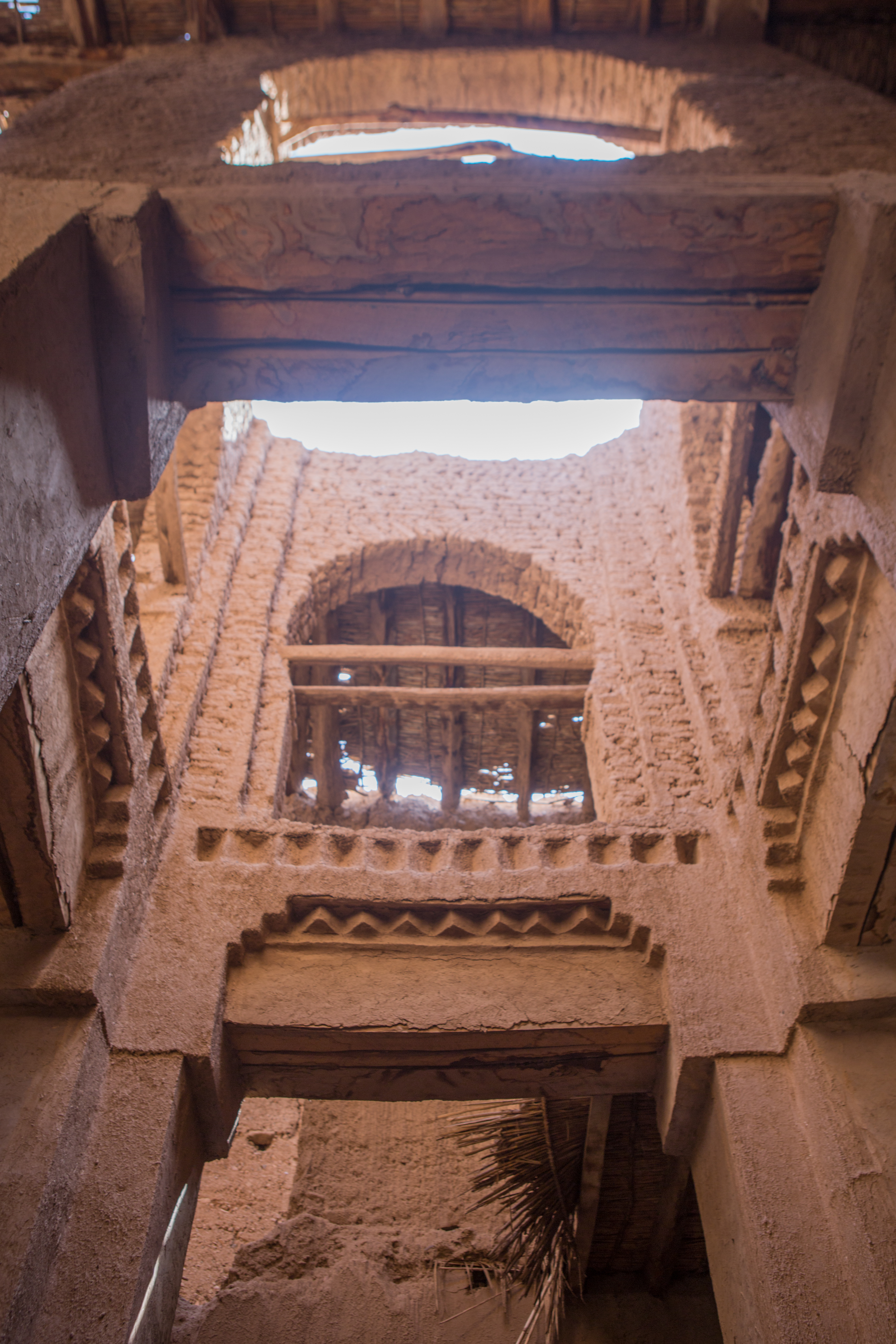
Wohnhaus
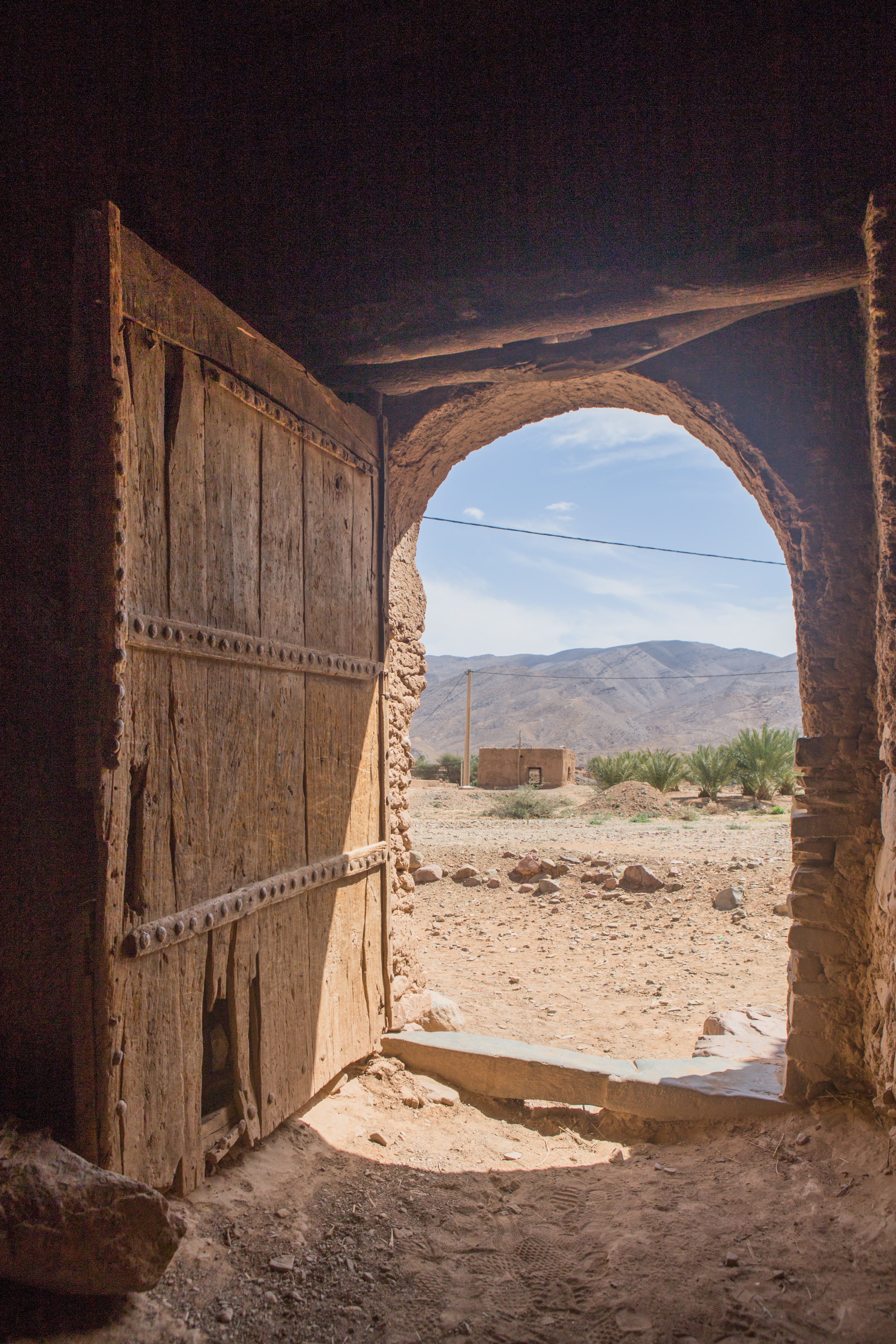
Holztür
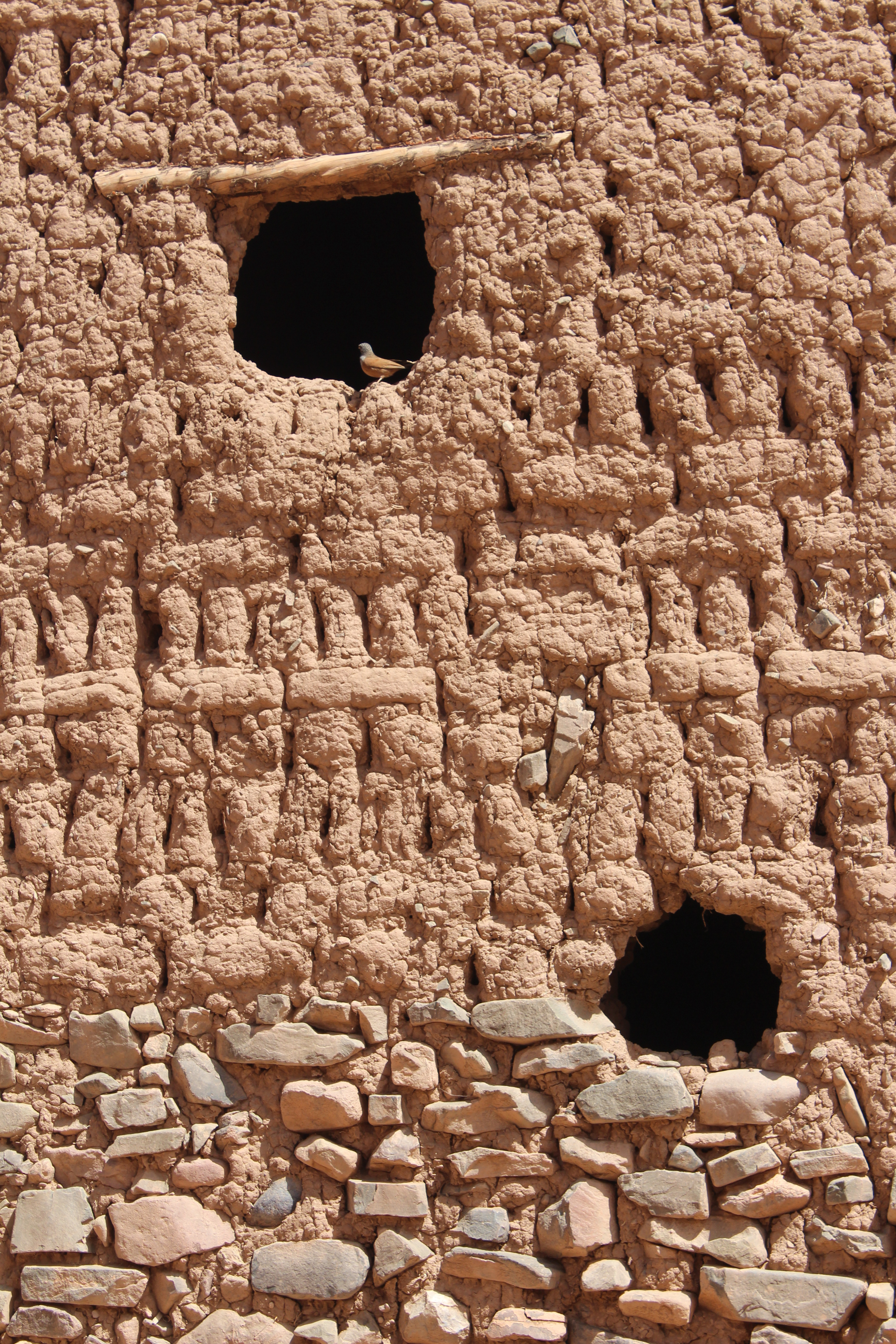
Lehmziegel-Mauer

## Moschee
Am besten erhalten, weil noch lange nach dem Verlassen des Ortes gepflegt, ist die mit Teppichen ausgelegte und flachgedeckte Moschee mit ihren zahlreichen Hufeisen-Arkaden. Die schmucklose, jedoch von einem Zickzackornament überhöhte Mihrab-Nische ist nach Mekka ausgerichtet. In der minarettlosen Moschee befindet sich ein Brunnen.

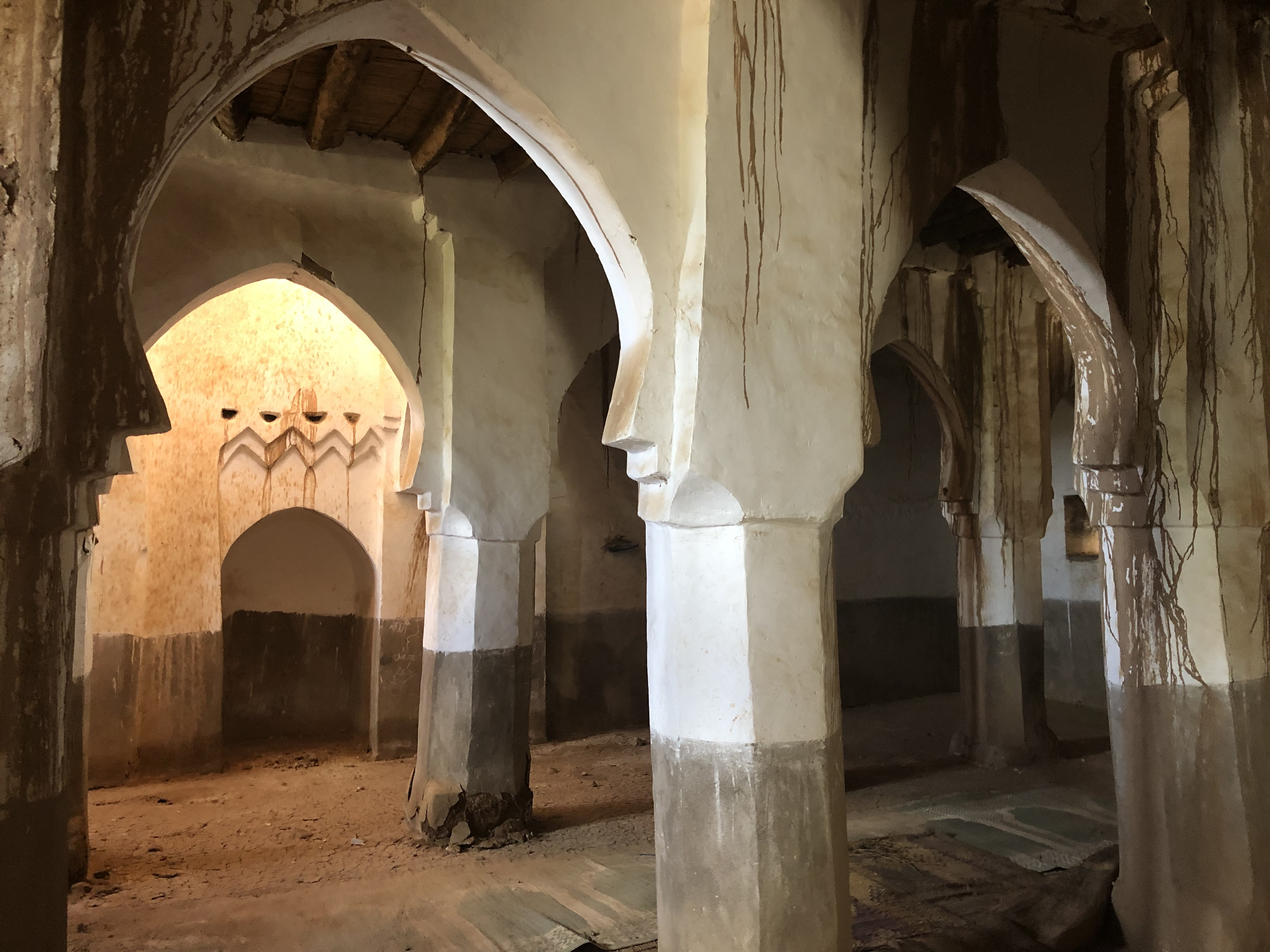
Moschee mit Mihrab-Nische
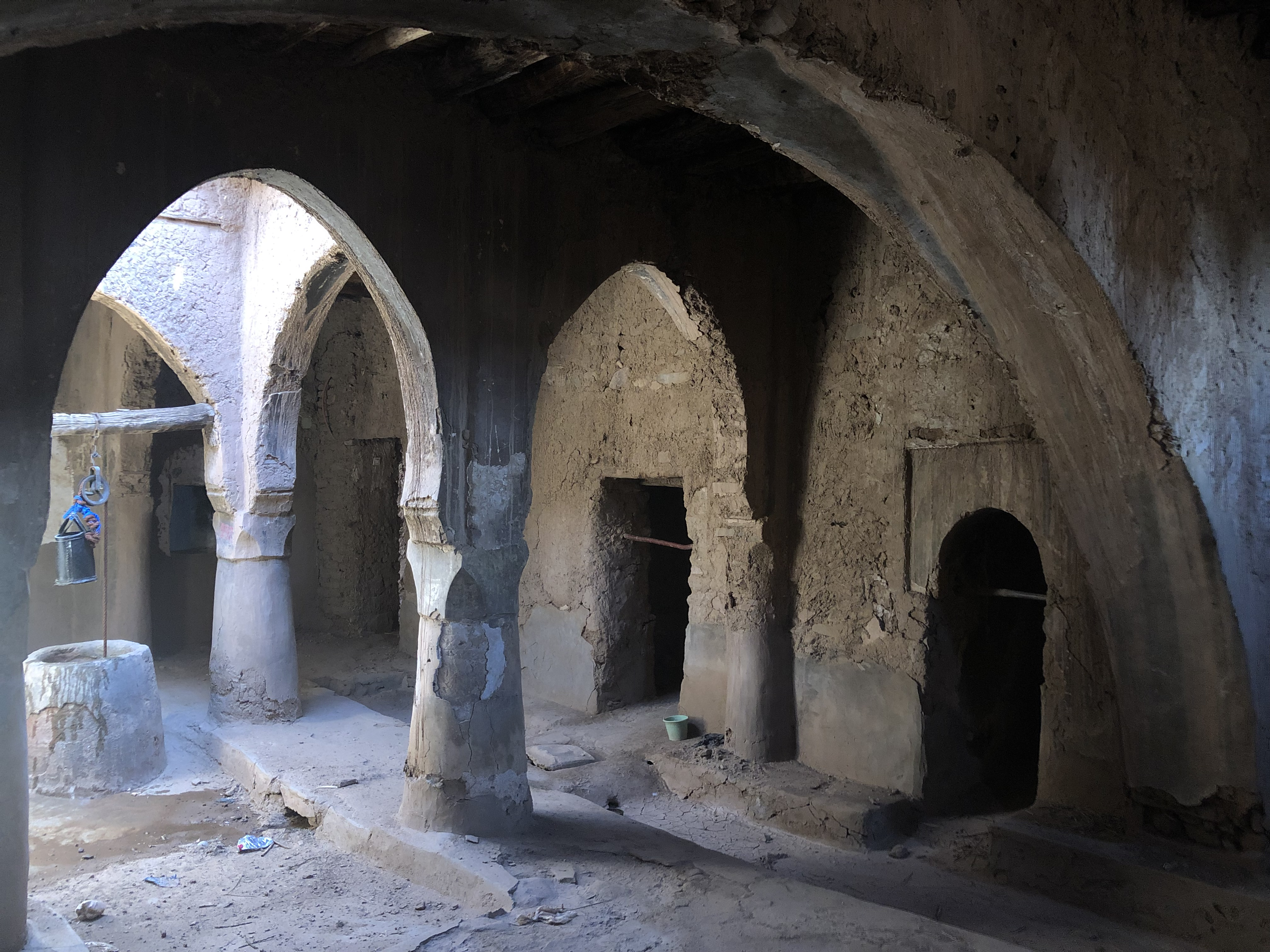
Moschee mit Brunnen
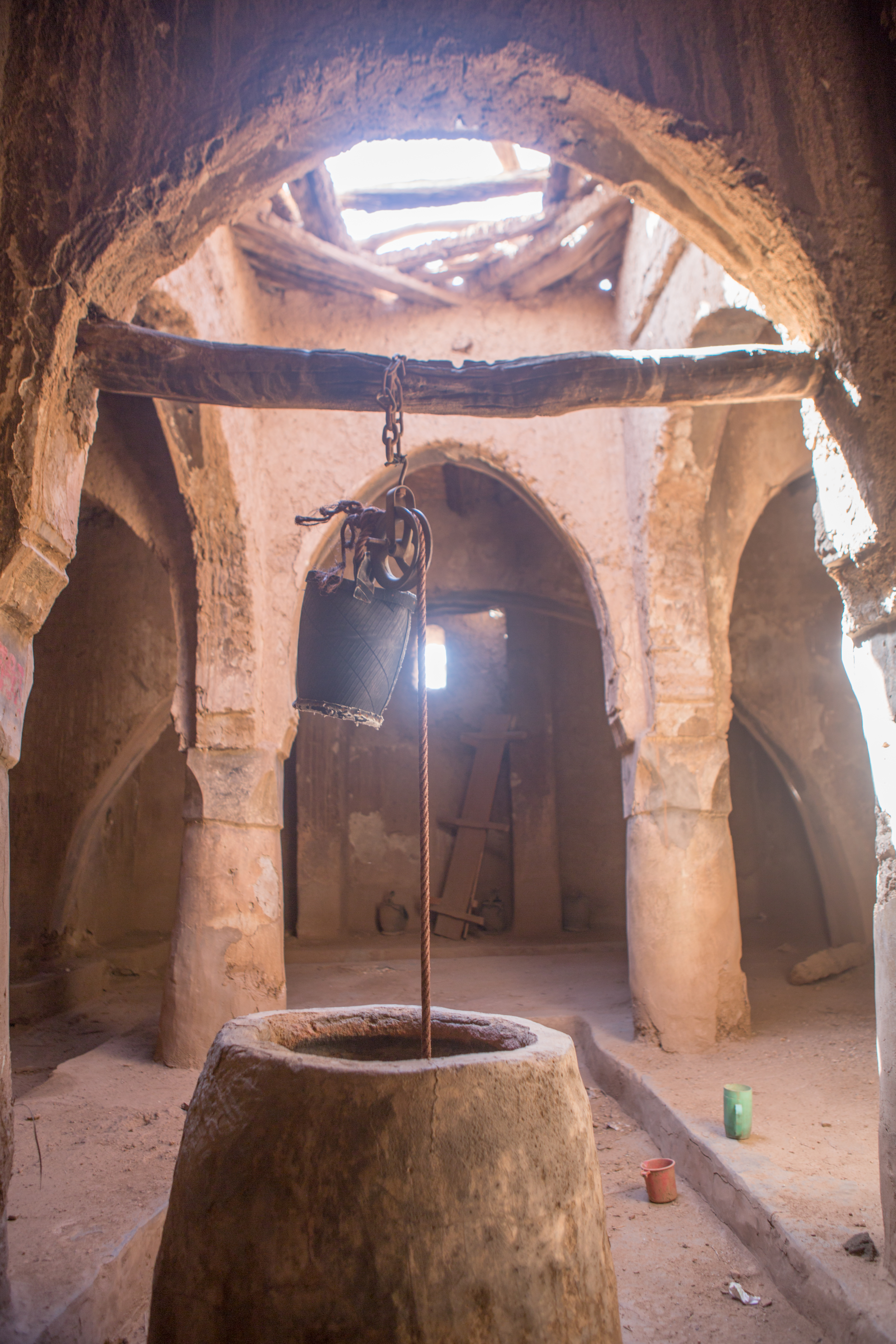
dto.